# 瑞洵
瑞洵(1858年—1936年），清朝官員，字信夫，號景蘇，博爾濟吉特氏，滿洲正黃旗人（属正黄旗蒙古姓满洲旗人）。清朝官员，进士出身。

## 生平
光緒乙亥举人，光緒十二年（1886年）丙戌科進士。同年五月，改翰林院庶吉士。光緒十六年四月，散館，授翰林院編修。光緒二十五年（1899年）九月，任科布多參贊大臣一職。光緒三十年（1904年）十月，科布多參贊大臣一職解職。
曾參與《清史稿》編寫。著有《散木居奏稿》（鈴木吉武、楊懿涑校，民國二十八年（1939）餐菊轩刊本；铃木吉武作序，杨懿涑做跋，杨钟羲作传；楊懿涑系楊鍾羲之子）、《犬羊集》（鈴木吉武編）。

## 家庭
- 世祖布爾海（達爾漢巴圖魯諾顏卜兒亥），元裔蒙古貝子，世居西拉木楞地方。
- 世祖三等子端順公恩格德爾。“恩格德爾額駙，正黃旗人，世居西拉木楞地方，國初率部屬首先来歸，授三等子，尚公主，封為額駙。將率来部屬編佐領，令伊屬人邁圖統之。恩格德爾卒，諡端順。其長子囊努克，原係廢員，順治二年世祖章皇帝以囊努克係太宗文皇帝眷顧之臣，授騎都尉，三遇恩詔加至二等輕車都尉，歷任内大臣。又恩格德爾之次子滿敦以来歸功，授騎都尉”（据《八旗滿洲氏族通譜》卷66）。继配妻和碩公主愛新覺羅蓀岱（父追封莊親王舒爾哈齊）。
- 世祖一等伯、內大臣 (清朝)巴特瑪。胞兄二等輕車都尉、内大臣囊努克，騎都尉滿敦，一等奉義侯額爾克戴青，索爾哈。
- 世祖一等伯、散秩大臣四格。
- 太高祖袭一等奉義侯英泰。妻李氏。胞姊博爾濟吉特氏，嫁宗室弘晟（父誠隱親王胤祉即康熙帝第三子）。
- 高祖袭一等奉義侯安臨。妻愛新覺羅氏。胞姊博爾濟吉特氏，继配嫁宗室寶銘（父宗室延德，祖父顯密親王丹臻）。
- 曾祖一等候、西安將軍、热河都统成德。妻愛新覺羅氏。
- 祖父一等候、文淵閣大學士文勤公琦善。妻鈕祜祿氏（父鑲黃旗滿洲保定）。
- 父一等候、黑龙江将军恭镗；原配妻費莫氏（父鑲紅旗滿洲、馬蘭鎮泰寧鎮總兵兼總管內務府大臣文俊，祖父英奎，曾祖武英殿大学士、一等威勤侯勒保），继妻他塔喇氏（父鑲紅旗滿洲、陜甘總督莊毅公裕泰）。其胞兄恭鈞，妻孙氏（胞兄内务府镶黄旗汉军、道光二十四年（1844年）甲辰科进士啓文）。胞兄甘肅西寧道、湖北武昌鹽法道恭釗，著有《酒五經吟館詩草》；妻柏雅爾氏。
- 胞弟末任湖广总督瑞澂。
- 胞姊博爾濟吉特氏，嫁鑲黃旗滿洲、廣西思恩府知府沙濟富察氏敦崇（字礼臣），敦崇著有《燕京岁时记》、《南行诗草》（父頭等侍衛、袭二等敦惠伯承忠，祖父二等伯爵、頭等侍衛松文，先祖一等敦惠伯傅良、一等伯馬齊）。
- 妻完顏氏桂芝（父内务府镶黄旗满洲、兵部左侍郎崇厚，母蔣重申；祖父嘉慶己巳科進士麟慶，祖母惲珠著有《紅香館詩草》）。
- 女：数人，一人嫁宗室溥善之子毓厚。